# Лю Ся
Лю Ся  (кит.: 劉 霞, 6 січня 1979) — китайська дзюдоїстка, олімпійська медалістка.

## Виступи на Олімпіадах
| Олімпіада  | Дисципліна                  | Місце |
| ---------- | --------------------------- | ----- |
| Афіни 2004 | дзюдо, напівважка категорія | 2     |